# ستيفن ماثيوز
ستيفن ماثيوز (بالإنجليزية: Stephen Matthews)‏ هو كاتب للأطفال وكاتب أسترالي، ولد في 1946.